# 隆普雷
隆普雷（法語：Lompret，法語發音：[lɔ̃pʁɛ]）是法国上法蘭西大區北部省的一个市镇，位于该省中部偏西北，属于里尔区和里尔欧洲都会区。

## 地理
隆普雷（50°40'8"N, 2°59'22"E）面积3.1 平方千米，位于法国上法蘭西大區北部省，该省份为法国最北部的省份及最长的省份，西北濒北海，西接加来海峡省，南至埃纳省和索姆省，东与比利时接壤。
与隆普雷接壤的市镇（或旧市镇、城区）包括：韦尔兰盖姆、朗贝萨尔、里尔、佩朗希。
隆普雷的时区为UTC+01:00、UTC+02:00（夏令时）。

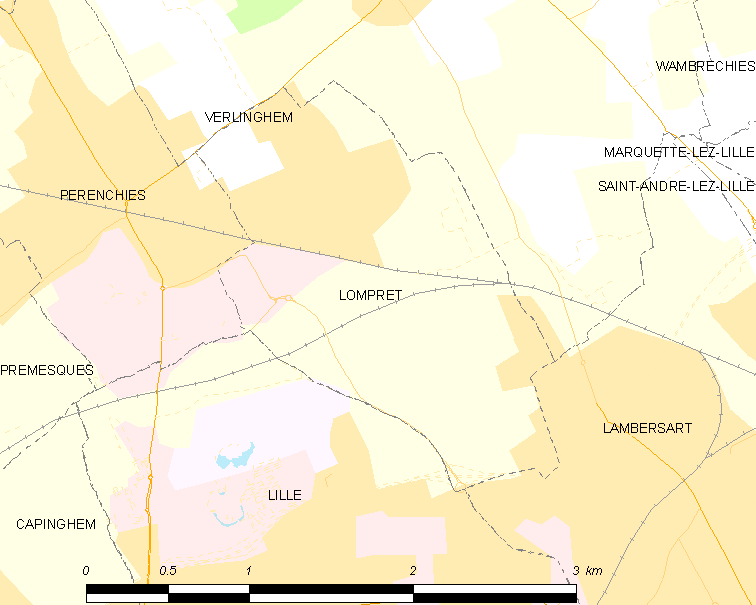
隆普雷的OSM定位图

## 行政
隆普雷的邮政编码为59840，INSEE市镇编码为59356。

## 政治
隆普雷所属的省级选区为朗贝萨尔县。

## 人口

1962-2008年间隆普雷人口变化图示

隆普雷于2022年1月1日时的人口数量为2170人。